# Верхние Ровни
Верхние Ровни (укр. Верхні Рівні) — село,
Черняковский сельский совет,
Чутовский район,
Полтавская область,
Украина.
Код КОАТУУ — 5325484202. Население по переписи 2001 года составляло 62 человека.

## Географическое положение
Село Верхние Ровни находится в 2-х км от правого берега реки Коломак,
на расстоянии в 1 км от села Нижние Ровни и в 1,5 км от села Черняковка.
К селу примыкает большой лесной массив (дуб).